# Chattijci

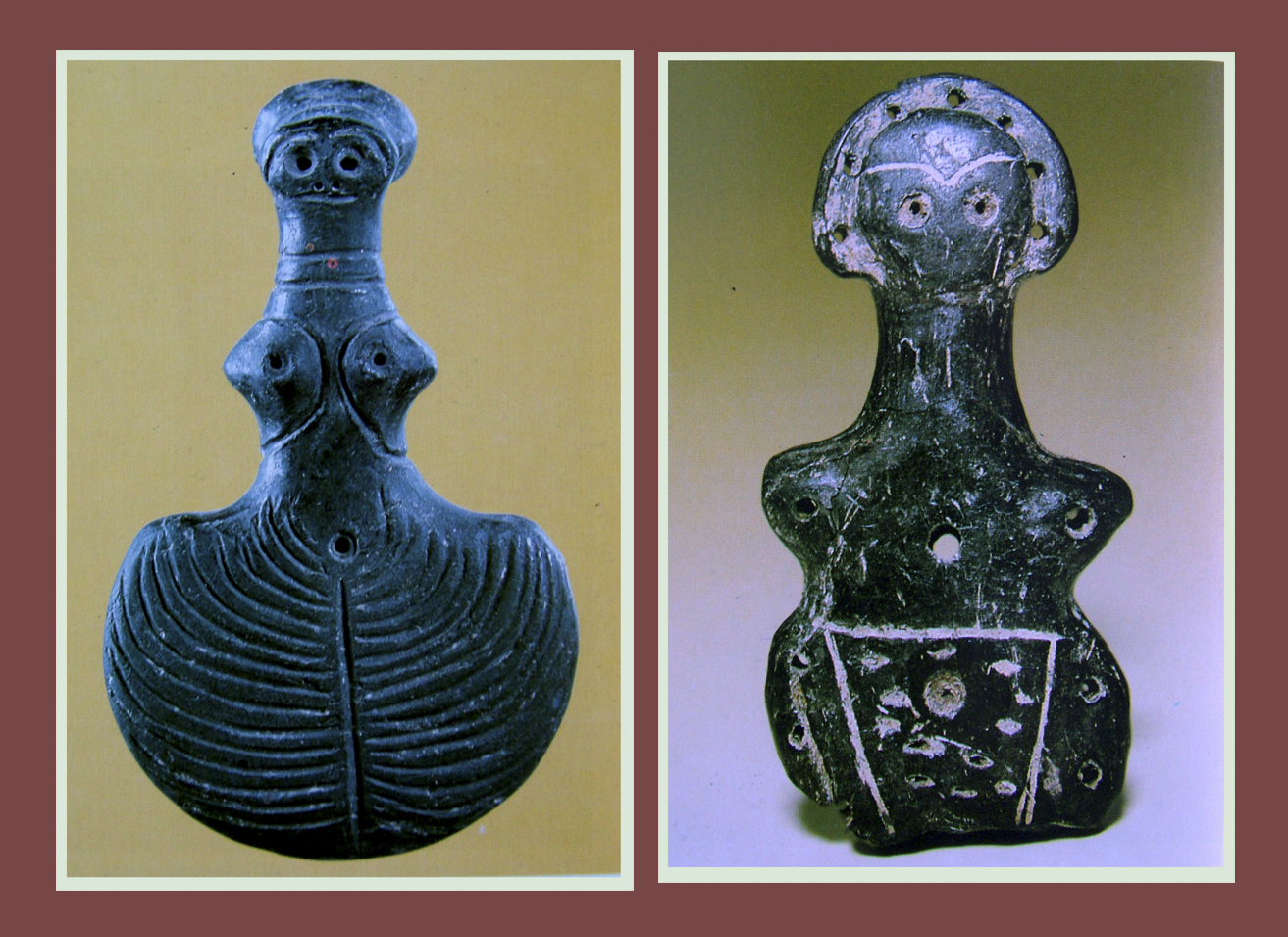
Chattijské kultovní předměty

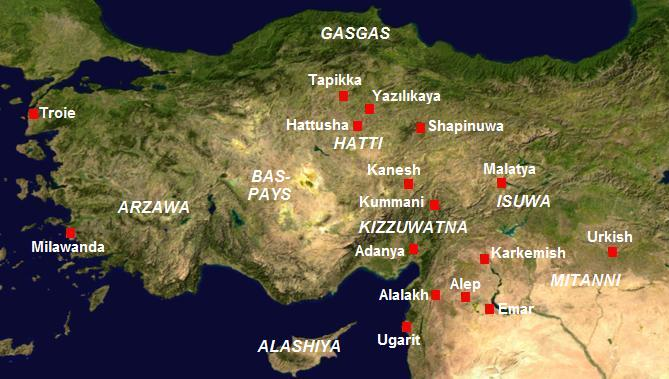
Rozšíření Chattijců a jejich hlavní sídla

Chattijci byl starověký národ, který obýval střed Malé Asie (dnešní Turecko) v rané době bronzové (druhá polovina 3. tisíciletí př. n. l.). Hovořil chattijštinou, která nebyla ani semitským, ani indoevropským jazykem, ačkoli bývá nesprávně ztotožňována s chetitštinou, která byla jazykem indoevropským (jazykovědci chattijštinu považují za izolovaný jazyk, případně spekulují o její svázanosti s podobně záhadnou a izolovanou kaskičtinou či s kavkazskými jazyky, ať už severozápadokavkazskými nebo kartvelskými). Podobně Chattijci bývají nesprávně ztotožňováni s Chetity, ve skutečnosti byli domorodí Chattijci nově příchozími Chetity pohlceni (okolo 1700 př. n. l.). Zmatení vyplývá z toho, že Chetité převzali jméno původního kmene, jehož území ovládli, proto se ve většina jazyků označení Chetitů a Chattijců velmi podobá a někdy je i totožné. Hlavním centrem Chattijců bylo město Chattušaš (i to bylo později proslavené hlavně Chetity, kteří z něj vybudovali metropoli své mocné říše). Vědci se domnívají, že některé chetitské texty (14. století př. n. l. a mladší), které vyprávějí o dávné Akkadské říši, popisují její střety právě s Chattijci. Problém je, že řada těchto vyprávění nemá protipól v akkadských zdrojích, a historie Chattijců se tak z písemných zdrojů rekonstruuje jen obtížně. Společnost Chattijců byla tvořena patrně teokraticky řízenými městskými státy. Několik textů v chattijštině, které se dochovaly v chetitských archivech, má převážně náboženský nebo kultovní charakter. Poskytují jména řady božstev, jako je bůh bouře Taru, reprezentovaný býkem, nebo bohyně slunce Furušemu reprezentovaná leopardem. Hlavním předmětem kultu byla zřejmě mateřská bohyně reprezentující Zemi. Její jméno znělo Kattahhu a právě ona je patrně zobrazena na reliéfu v Çatal Hüyük, jak rodí býka (chetitská mytologie má zřejmě často chattijský původ, zvláště u pověstí o Telipinu a hadím drakovi Illujanka to odborníci předpokládají). Stejně tak tyto texty zaznamenávají řadu osobních a místních jmen. Chattijské městské státy byly zřejmě ve spojení s mezopotámskými (akkadskými a asyrskými) obchodními koloniemi zvanými karum. Někteří odborníci se domnívají, že Chetité používali jedince, co si udrželi chattijskou jazykovou (a snad i etnickou) identitu jako své písaře, neboť díky karumům se dokázali domluvit s Mezopotámci. Právě díky tomu se nejspíš na chetitských tabulkách s klínovými písmem zachovalo asi 150 záznamů jazyka, který badatelé ztotožnili právě se starší chattijštinou. Jedinci tento jazyk ovládající žili nejspíše ještě ve 14. století př. n. l. Velmi podobný osud patrně postihl i jižněji žijící Churrity, další národ, který byl pohlcen indoevropskou migrační vlnou, a jehož jazyk přežíval podobně na okraji mezopotámské literatury a administrativy. Taktéž churritština bývá spojována s kavkazskými jazyky a blízkost náboženských představ vede i ke spojování s Chattijci.